# Jordbro industriområde

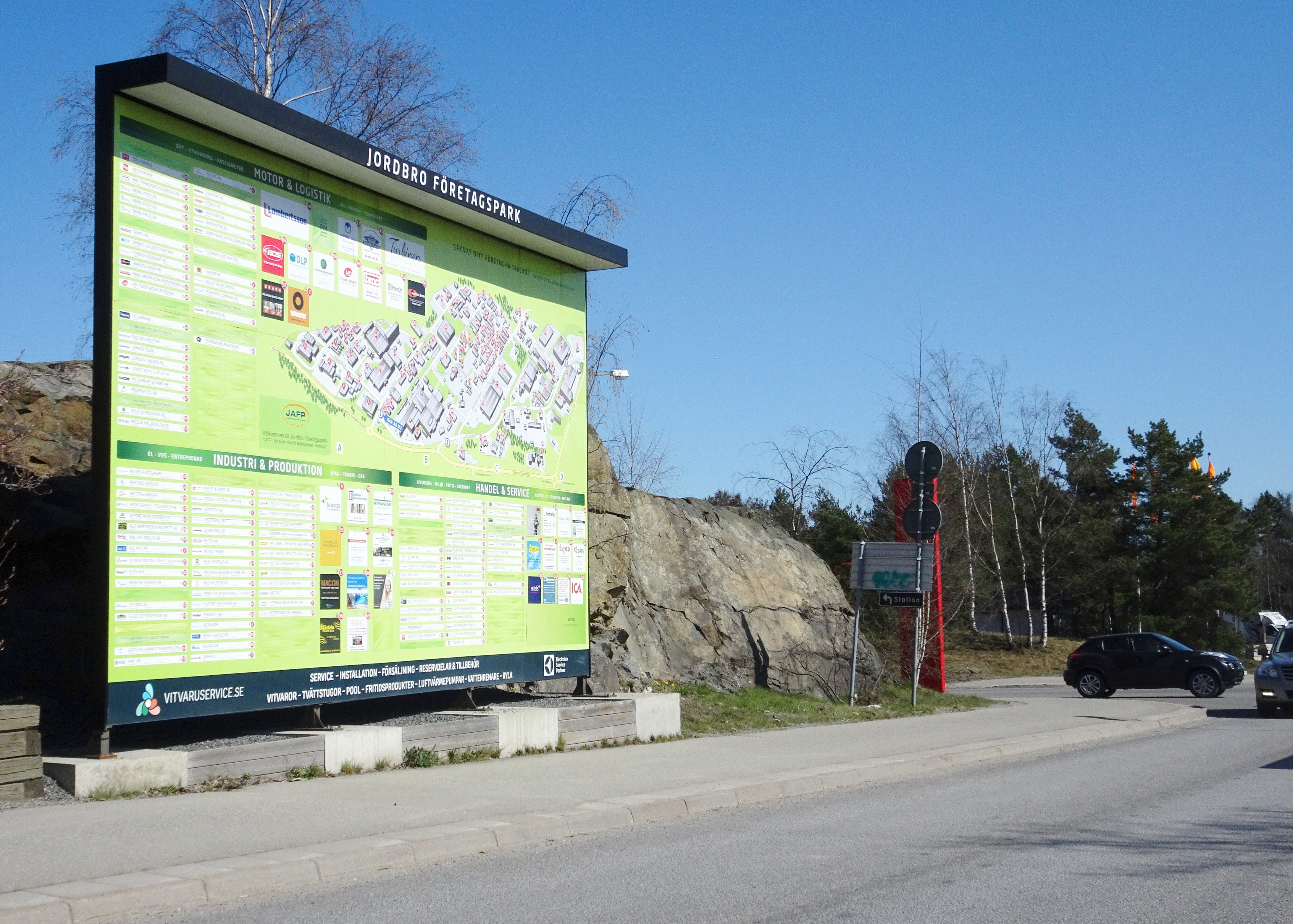
Jordbro företagspark, infoskylt, april 2021.

Jordbro industriområde (även kallad Jordbro företagspark) är ett industri- och arbetsområde i kommundelen Jordbro i Haninge kommun, Stockholms län. Området ligger i en triangel mellan Nynäsvägen och Södertörnsleden och exploaterades i början av 1960-talet. Det har sedan dess kontinuerligt utökats och är idag (2020) med sina 200 hektar planlagd mark ett av Stockholmsregionens största i sitt slag. Största företag i området är Coca-Cola.

## Historik

### Stadsplanering

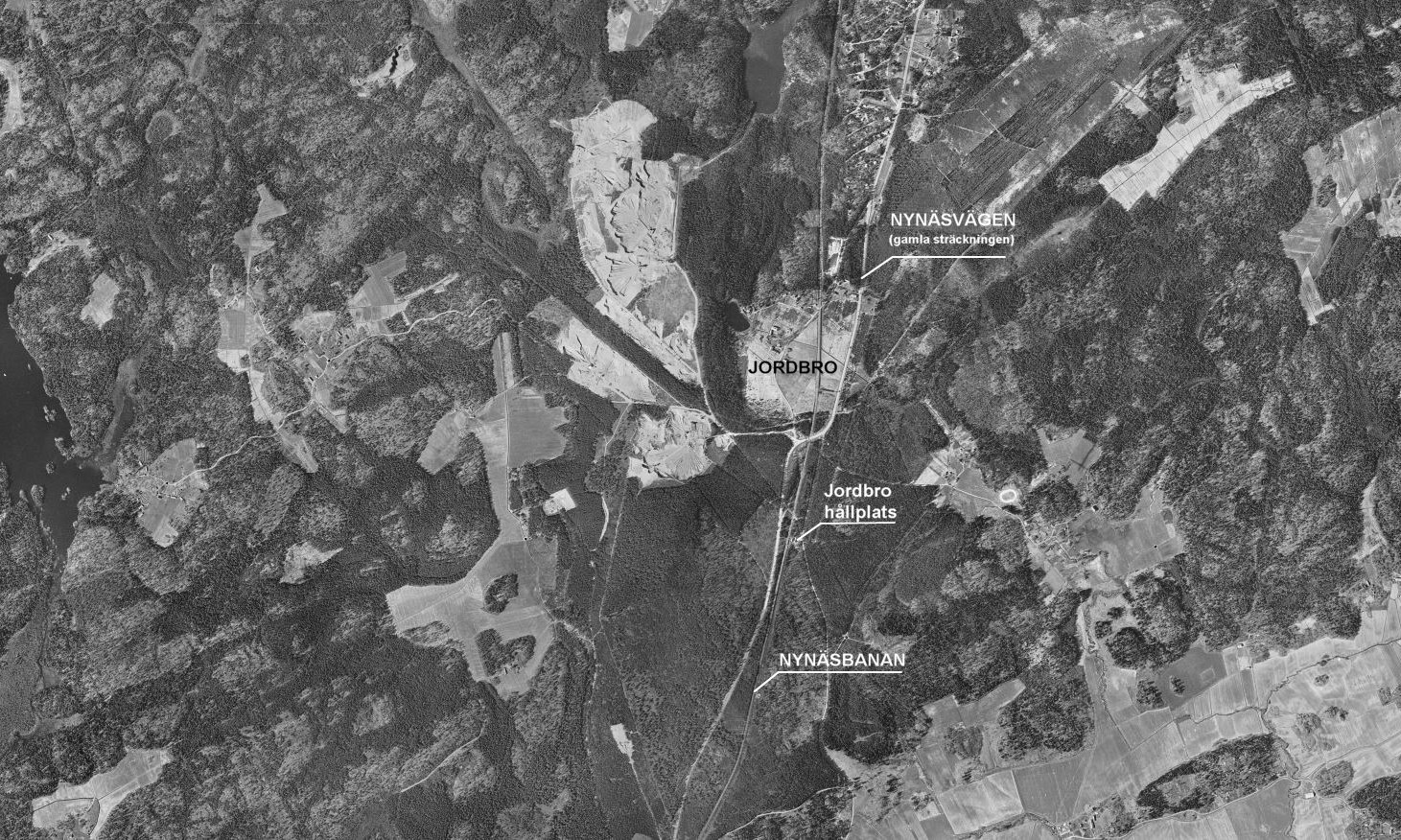
Området omkring år 1960. Mitt i bild syns torpet Jordbro, Nynäsbanan och gamla Nynäsvägen, till vänster om dem ligger idag Jordbro industriområde.

Inom den södra delen där Jordbro industriområde kom att anläggas etablerade Bröderna Hedlund redan 1961 en fabrik för rörtillverkning. För övrigt var marken på 1960-talet ett i stort sett ett obebyggt skogsområde med några större sand- och grustäkter. 1968 fastställde kommunen en generalplan för ”Österhaninges norra tätortsområde” (Österhaninge generalplan). 
År 1972 beslutade kommunens planeringsutskott att en stadsplan skulle upprättas för aktuella delar av ett framtida industriområde. Därmed skulle ett av kommunen sedan länge önskat centralt beläget industriområde bli verklighet samtidigt ville man få de pågående grustäkterna ”under kontroll”. För planarbetet svarade Eglers stadsplanebyrå AB. 1975 antog kommunfullmäktige en dispositionsplan för Jordbro industriområde som sedan låg till grund för upprättande av delstadsplaner.
En god trafikförsörjning säkerställdes genom Nynäsvägen som 1975 fick motorvägsstandard  på sträckan Gubbängen - Handen och genom på- och avfart vid trafikplats Jordbro. Från norr och nordväst kopplades industriområdet till Södertörnsleden som väntades bli utbyggd för högre trafikbelastning ända fram till E4/E20 (fortfarande 2021 är utbyggnaden inte helt genomfört). Kommunen beslöt även att bygga ut ett befintligt industrispår till Nynäsbanan. Huvudvägar inom området är Lillsjövägen, Dåntorpsvägen, Rörvägen, Dryckesvägen, Armaturvägen och Lagervägen.

## Verksamhet
Idag (2020) finns en lång rad verksamheter av olika storlek och omfattning inom området. De är uppdelade i tre kategorier: Motor & Logistik, Industri & Produktion samt Handel & Service. Övervägande är stora distributionsanläggningar bland dem för Dagab, Lagena, Åhléns, ICA och fram till 2016 även för Osram samt byggnader för magasinering och varulagring. Totalt uppger kommunen 289 företag med cirka 1780 anställda.

### Bröderna Hedlunds Rörverk

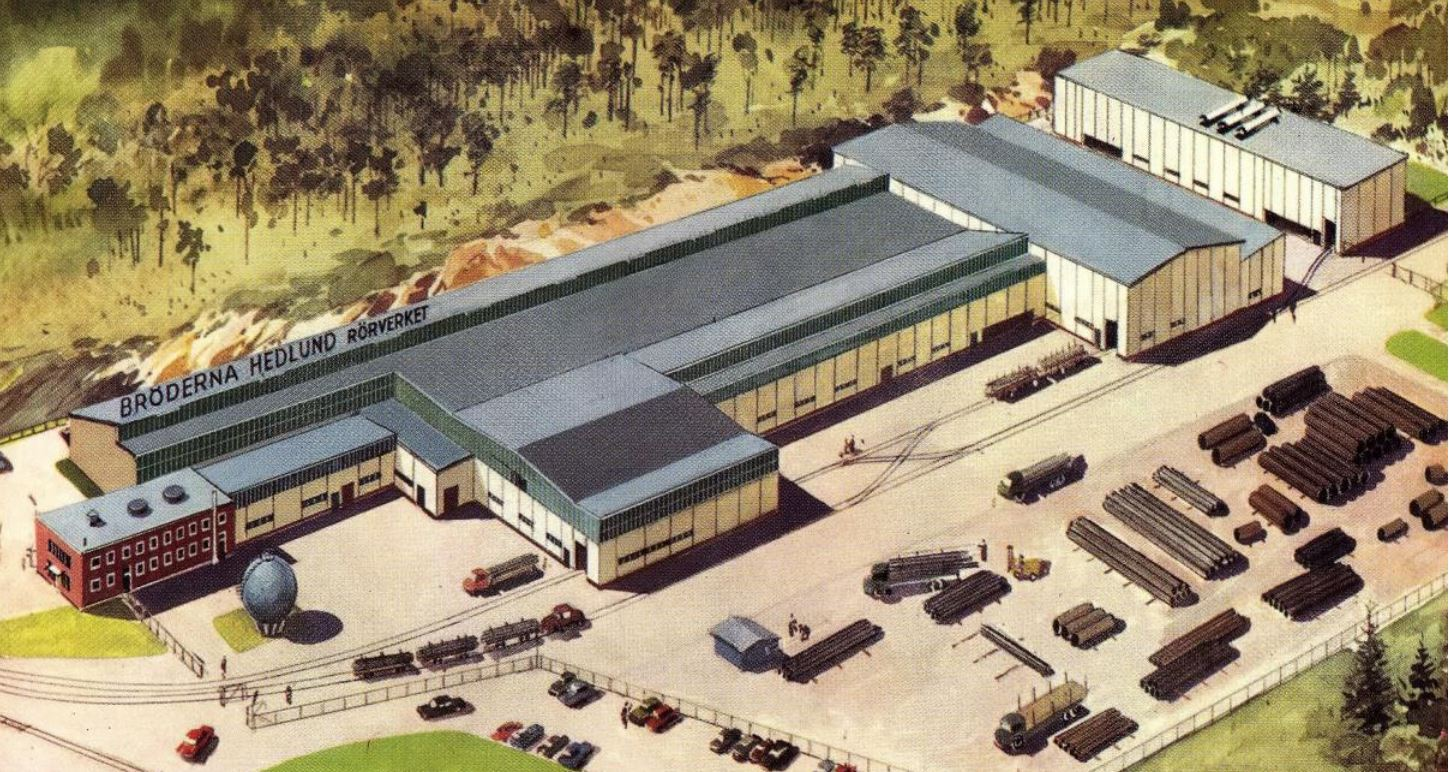
Bröderna Hedlunds rörverk, 1960-tal.

Den första industrin som etablerades i Jordbro var Bröderna Hedlunds Rörverk vars produktionsanläggning uppfördes mellan 1960 och 1961 i det blivande industriområdets södra del. Här tillverkades bland annat grova stålrör och rördelar för vatten, avlopp, fjärrvärme, bropelare, samt varvsrör till den Svenska varvsindustrin. Största enskilda uppdrag var pipelines för gas och olja till Sovjetunionen. Tillverkningen för Sovjetunionen skedde på den så kallade ”Rysslinjen” och pågick från 1961 fram till 1973 med en årskapacitet av cirka 80 000 ton. Rörverket lades ner 1991 och stod öde under några år, därefter övertog Coca-Cola tomt och lokaler. Rörvägen inom området påminner fortfarande om verksamheten.

### Åhléns centrallager

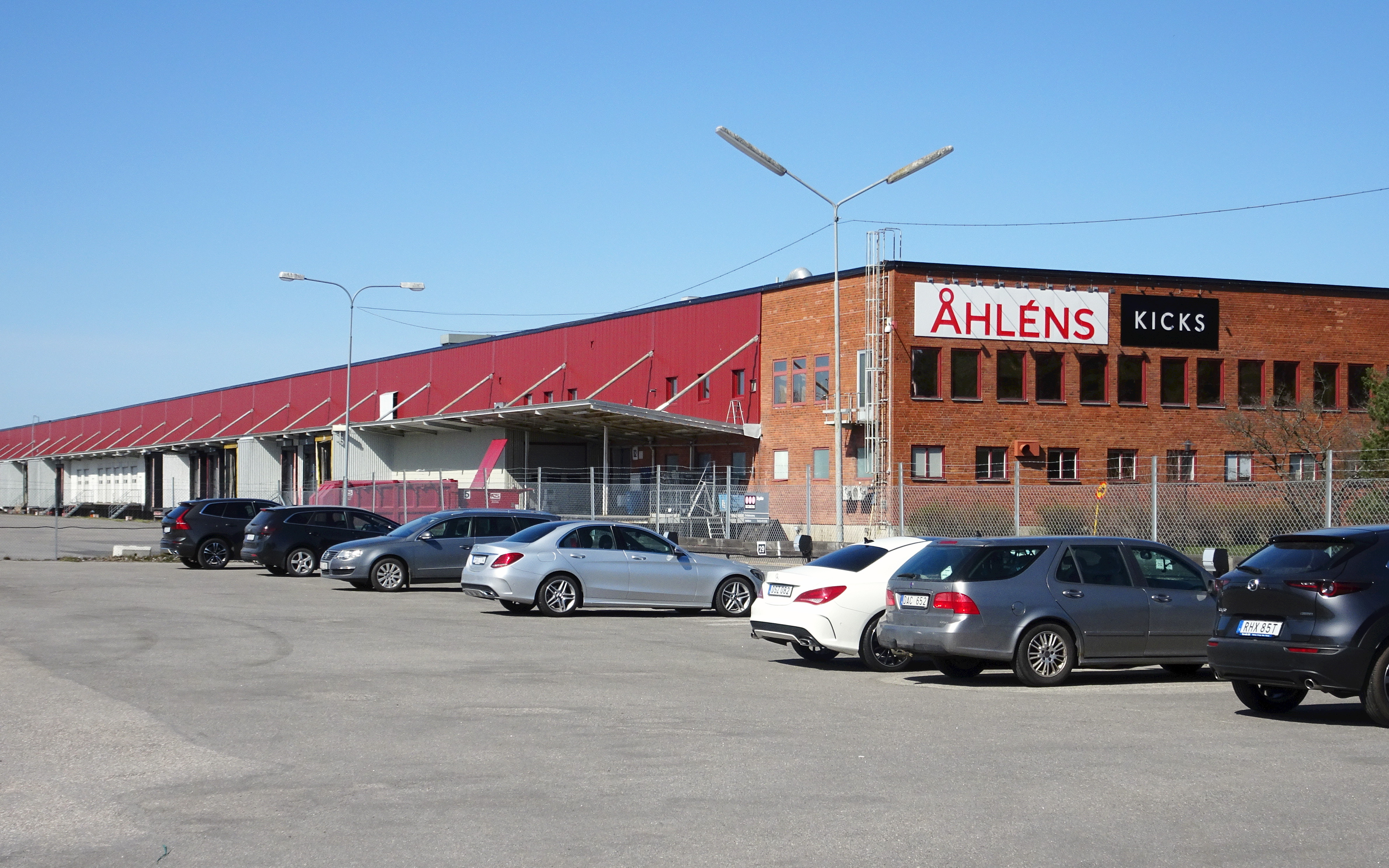
Åhléns centrallager, april 2021.

Åhléns har sitt stora centrallager sedan 1963 i Jordbro industriområde och anlades vid Dantorpsvägen 4 direkt norr om Hedlunds rörverk. Åhléns har för avsikt att flytta sitt lager till en robotanläggning i Rosersberg i Sigtuna kommun, 180 arbetsplatser berörs.

### Dagabs distributionslager
En annan tidig etablering skedde när Dagab byggde sitt distributionslager vid Lillsjövägen 9 i områdets norra del vars första etapp stod färdig i slutet av 1970-talet. År 2023 kommer Dagabs ägare, Axfood, att lägga ner verksamheten i Jordbro när ett stort automationslager i Bålsta tas i drift. Distributionslagret i Jordbro är med 700 anställda Dagabs största.

### Osram

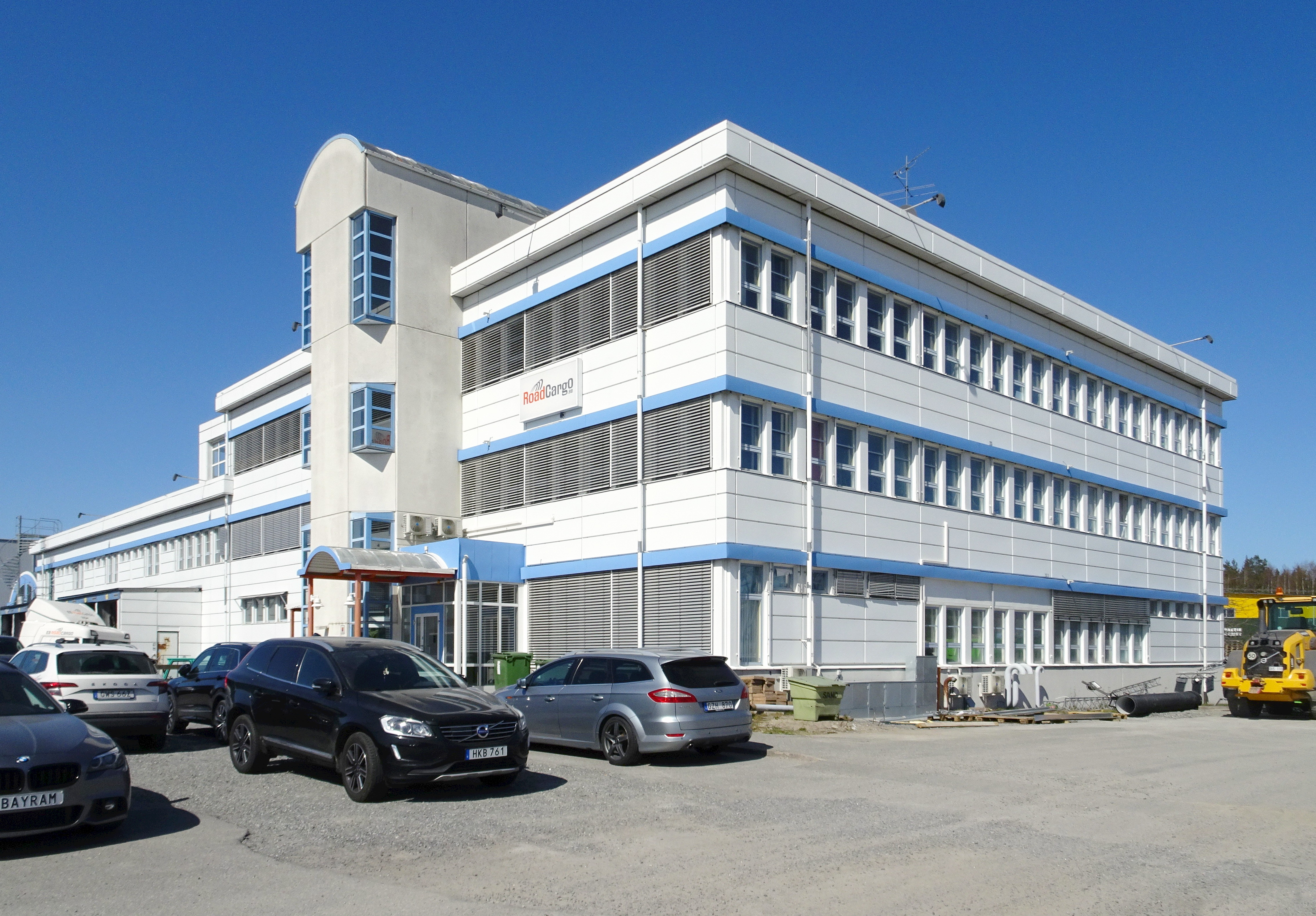
Osrams gamla fastighet, april 2021.

Tyska belysningsföretaget Osram har funnits sedan 1992 vid Rudanvägen 1 i norra delen av industriområdet. 2015 sålde koncernen sin fastighet Jordbromalm 4:13 för att sedan hyra den tillbaka. Utöver lagerverksamheten inrymde byggnaden även Osrams svenska huvudkontor. 2016 lämnade Osram Jordbro och flyttade till Arenavägen i Globenområdet.

### Coca-Cola
Det enskilt största företaget i Jordbro industriområde är dryckesjätten Coca-Cola European Partners som invigde sin fabrik i områdets södra del i september 1998. Innan dess producerades Coca-Cola på licens av Pripps. 1997 tävlade 29 svenska kommuner om att få Coca-Colas anläggning placerad hos just dem. Valet föll på Haninge. Vid etableringen på Jordbro företagsområde övertog man dels Hedlunds gamla rörverk och dels byggde man nytt. Coca-Cola i Jordbo sysselsätter cirka 350 personer. Anläggningen i Jordbro är både Coca-Cola European Partners huvudsäte och enda produktionsanläggning i Sverige som försörjer den inhemska och en stor av den norska marknaden. Det finns planer på att öka produktionen från 346 miljoner liter år 2017 till 590 miljoner liter år 2028.

### Postnord logistics
En av de senaste etableringar är Postnord Tpl AB som är ett dotterbolag till Postnord. Deras stora lagerhall ligger sedan 2018 längst i norr vid Lillsjövägen 52. Bolaget har även sitt huvudkontor här. Företaget är verksamt inom magasinering, varulagring och distribution för tredje part (tredjepartslogistik Tpl), främst för mindre e-handlare.

## Utbyggnadsplaner
Sedan 1997 arbetar kommunen med detaljpanering för en utbyggnad av Jordbro företagsparks nordvästra del där ett område om cirka 8,5 hektar skall iordningställas för industriändamål. För närvarande finns ett grustag där. Planarbetet är delvis beroende av Trafikverkets planering för Tvärförbindelse Södertörn som kommer att passera direkt norr om planområdet.

## Bilder

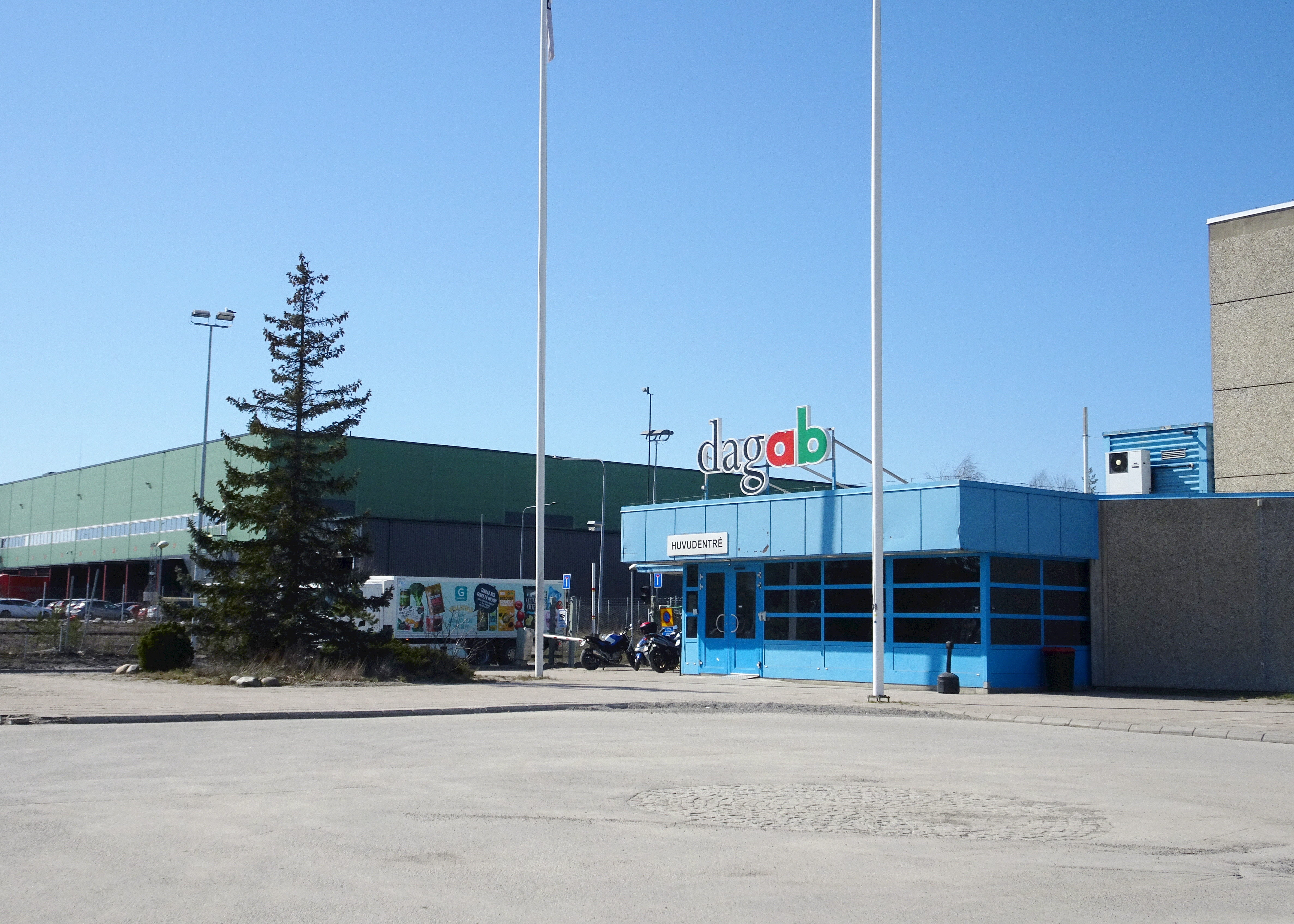
Dagab, Lillsjövägen 9.
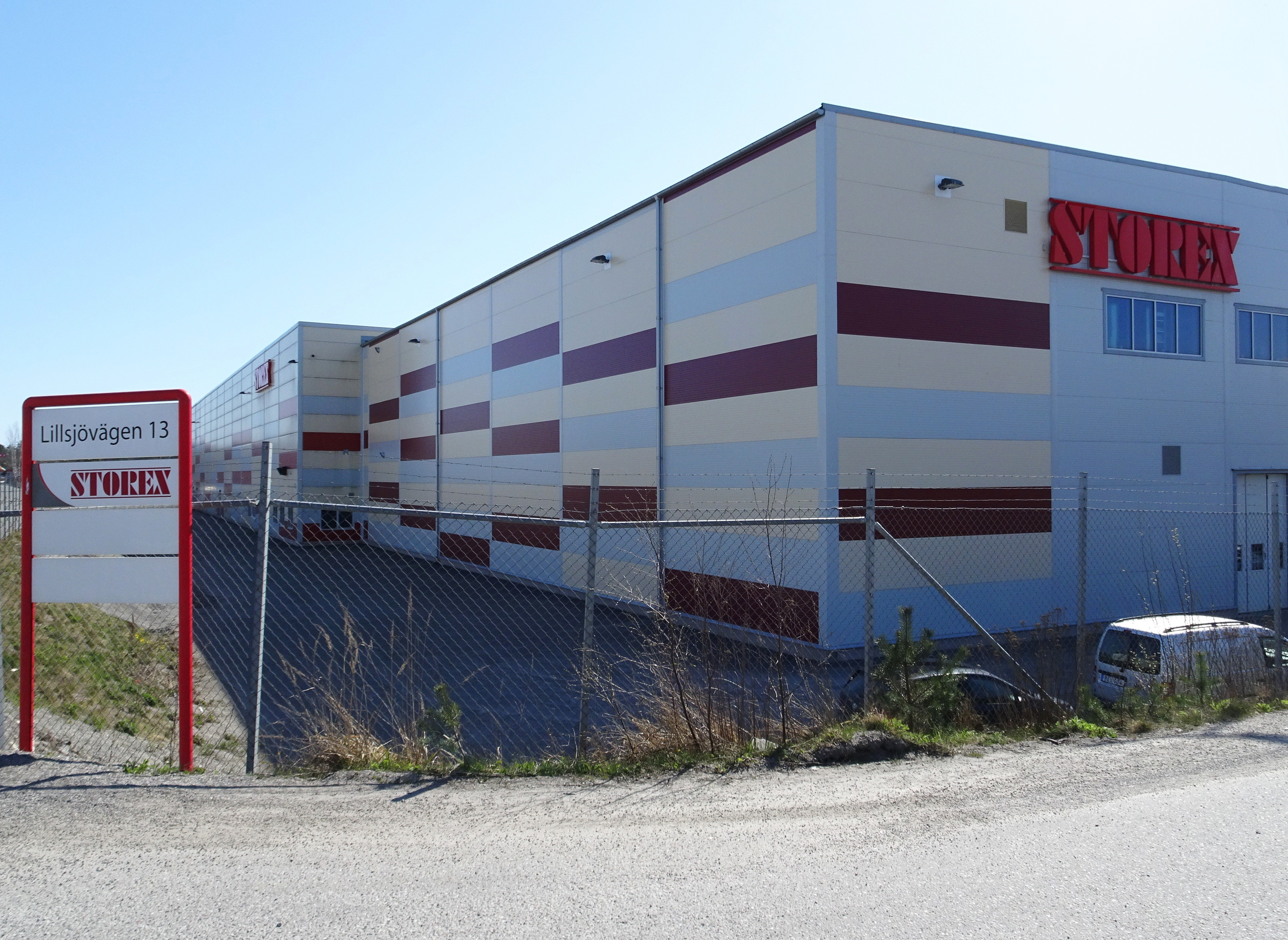
Storex., Lillsjövägen 9
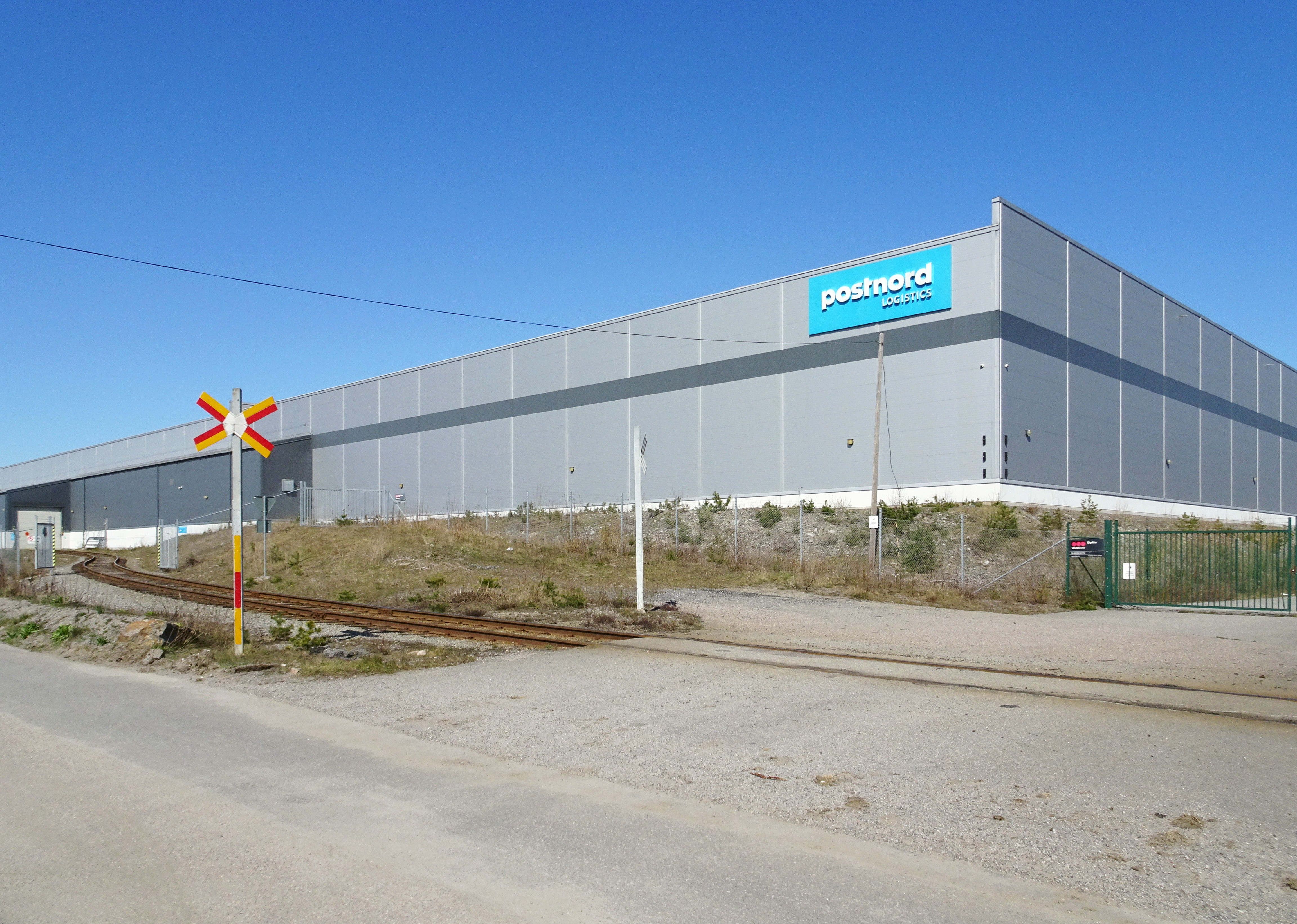
Postnords logistics, Lillsjövägen 52.
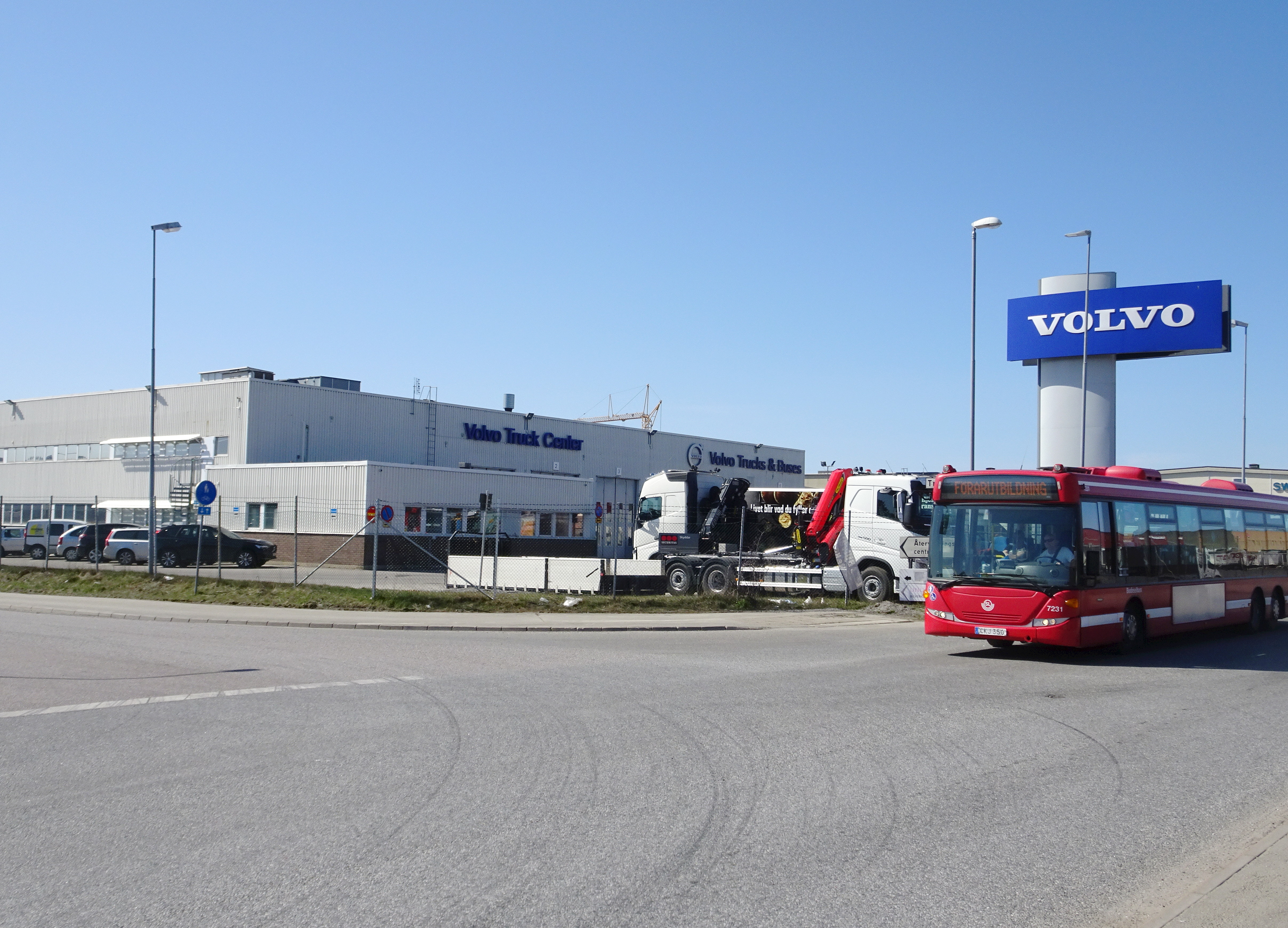
Volvo truck center, Dåntorpsvägen 11.
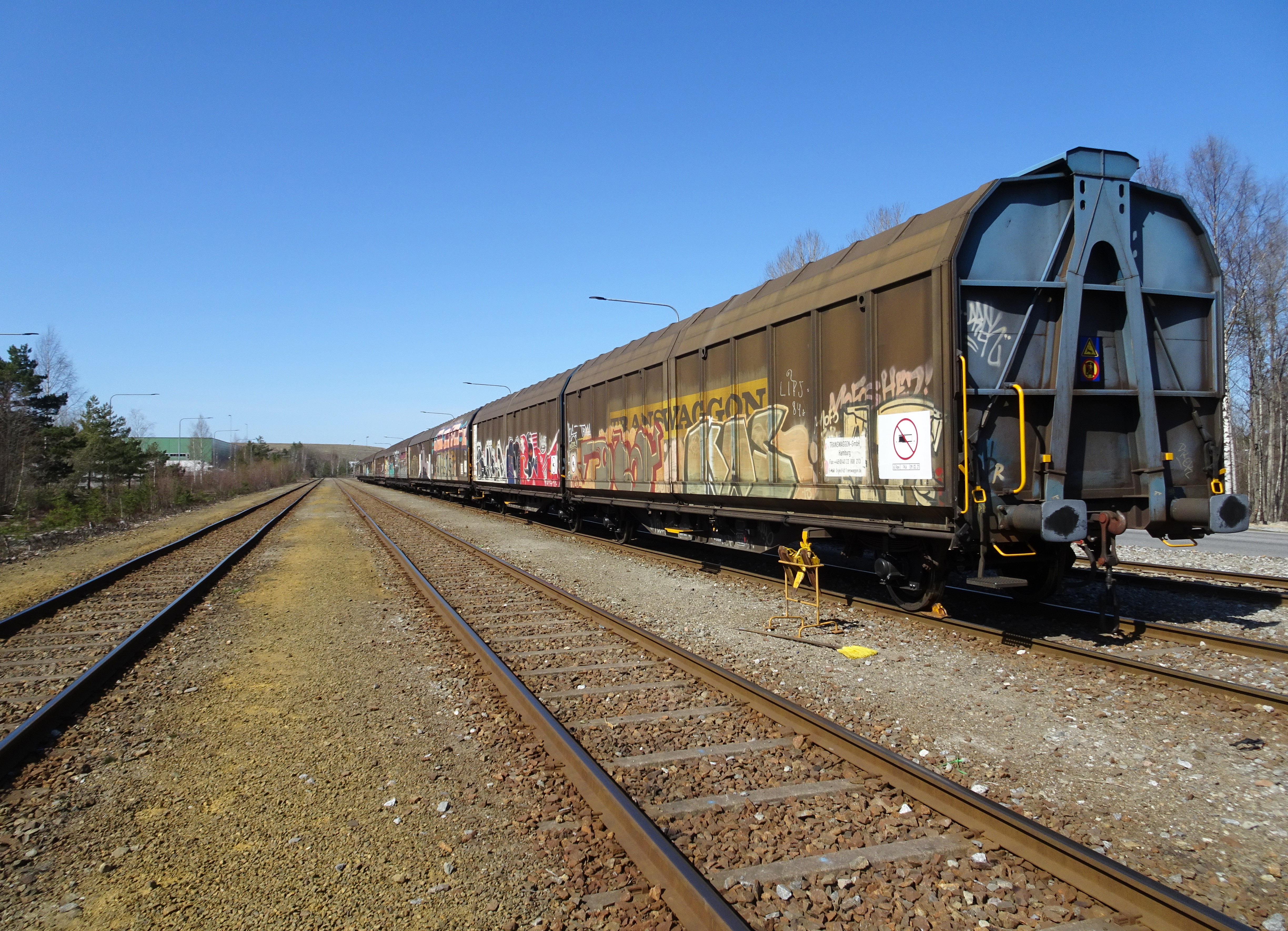
Jordbros industrispår.

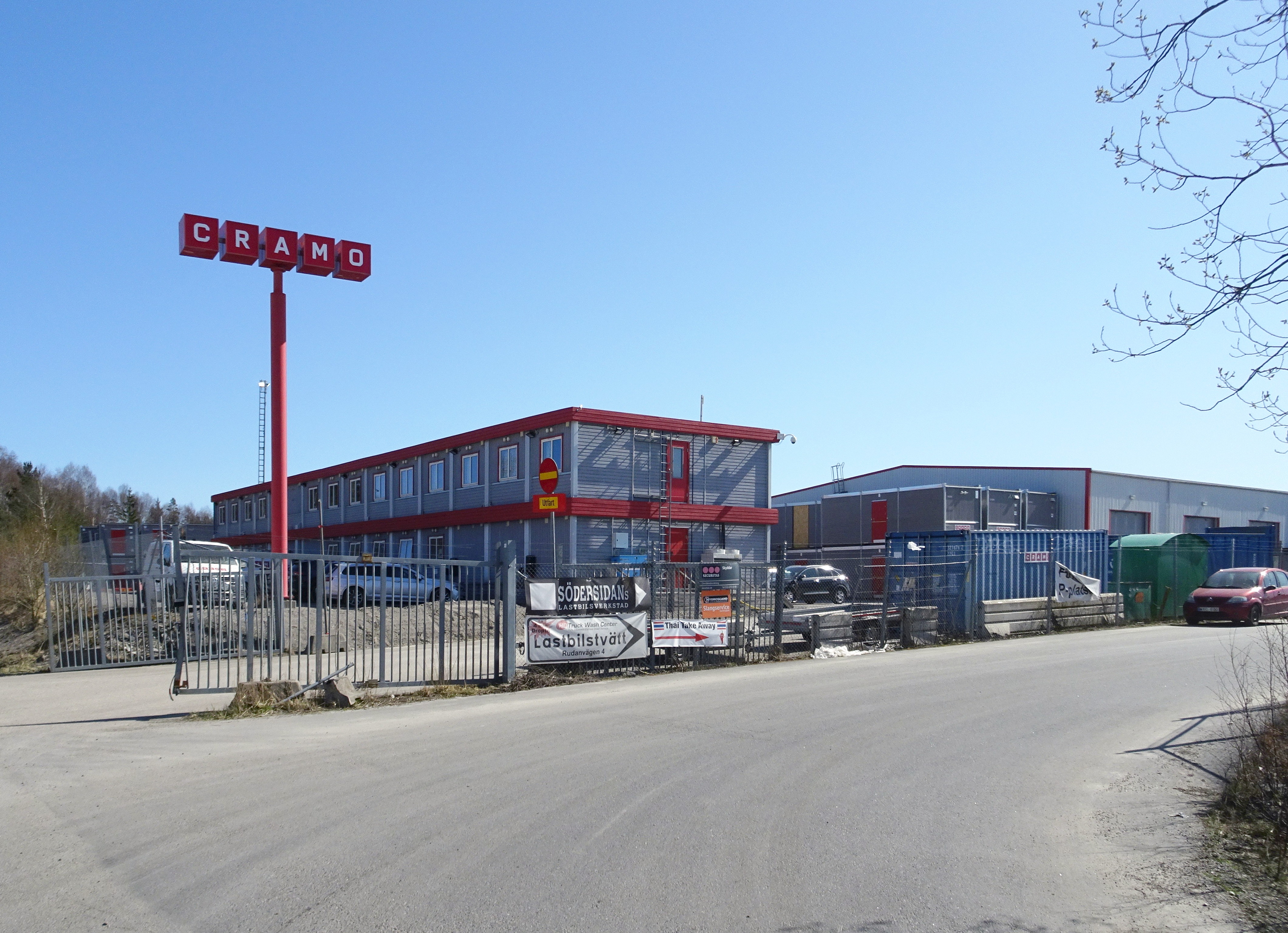
Cramo, Rudanvägen 6.
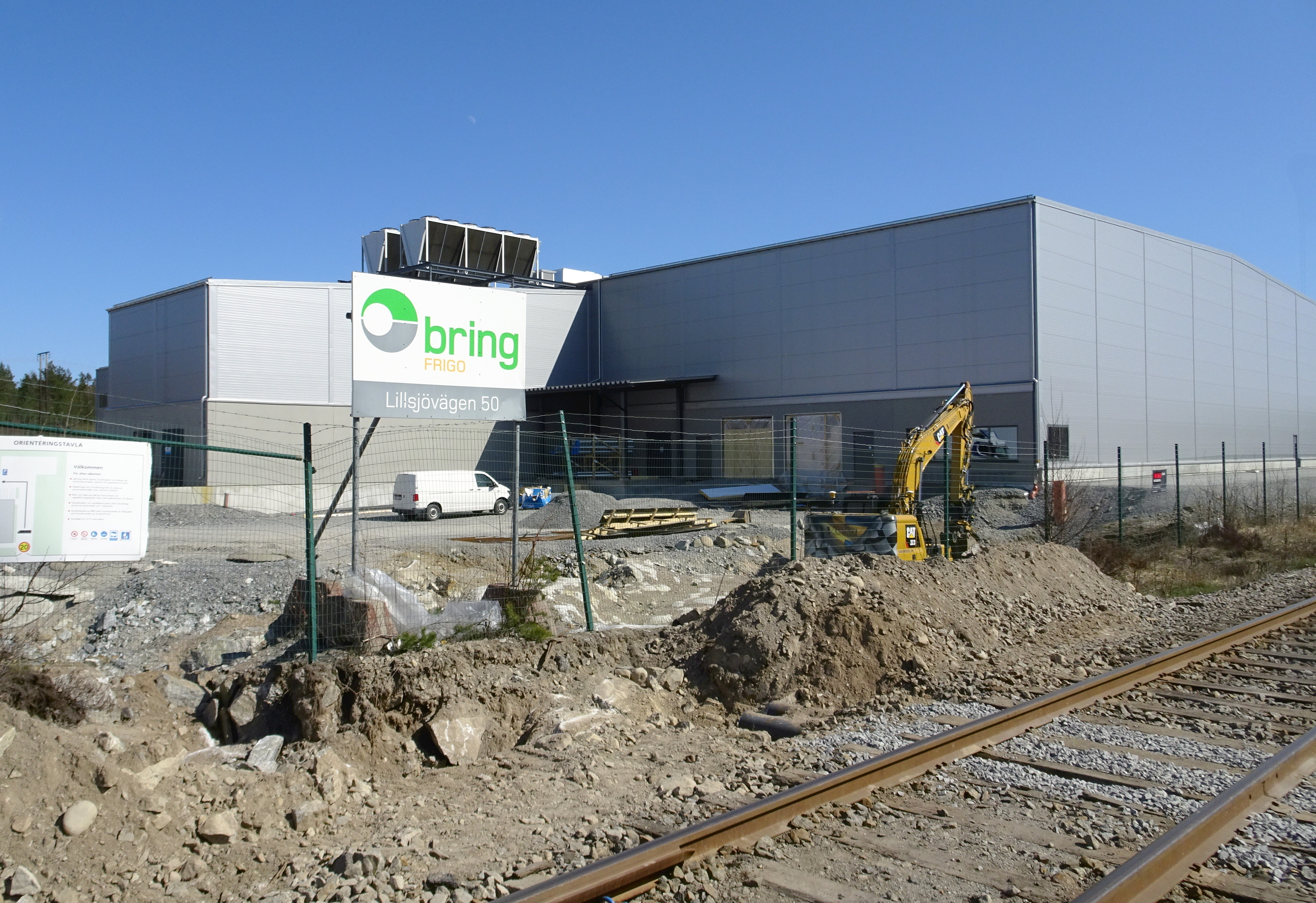
Bring AS, Lillsjövägen 50.
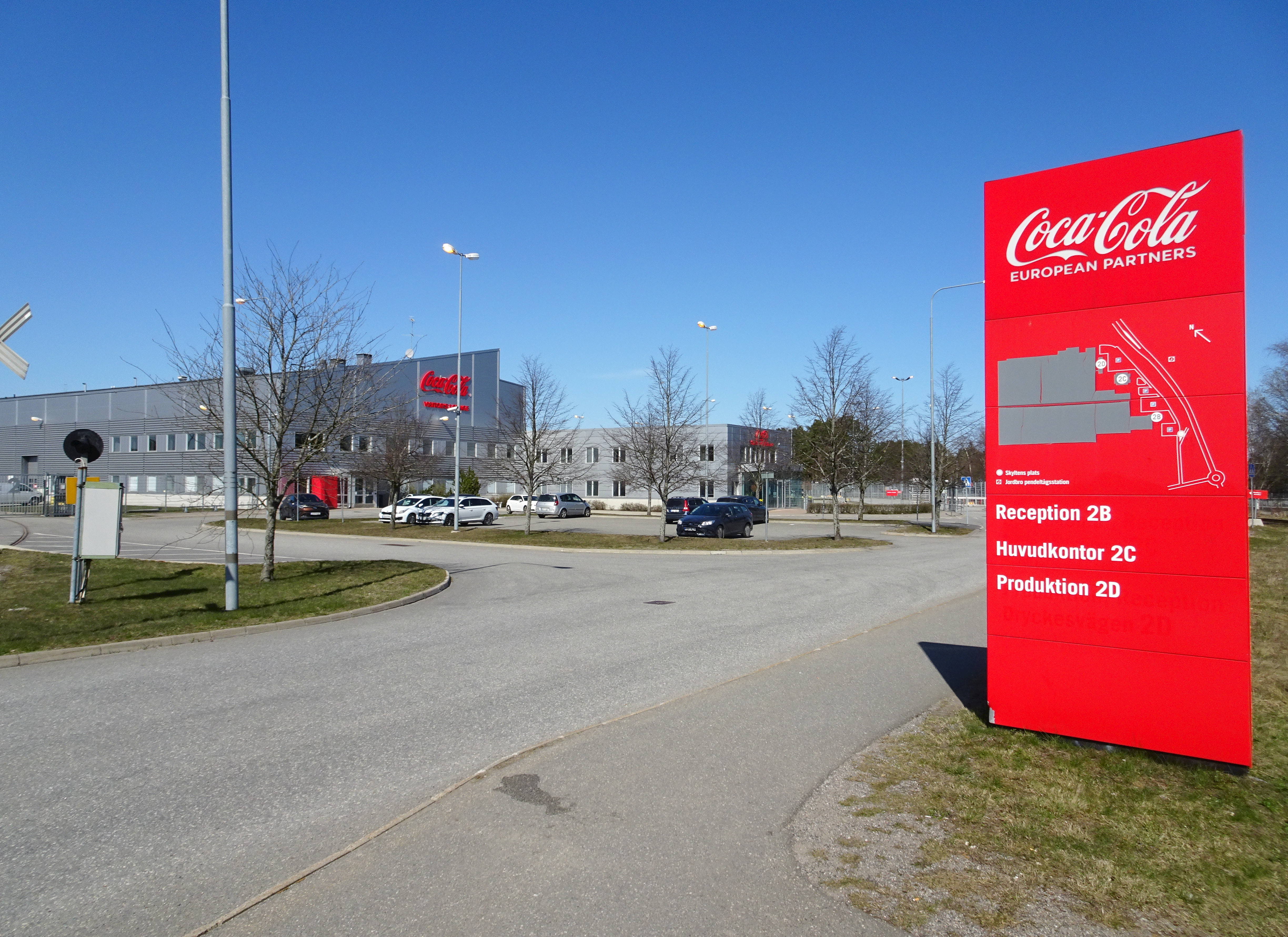
Coca-Cola, Dryckesvägen 2.
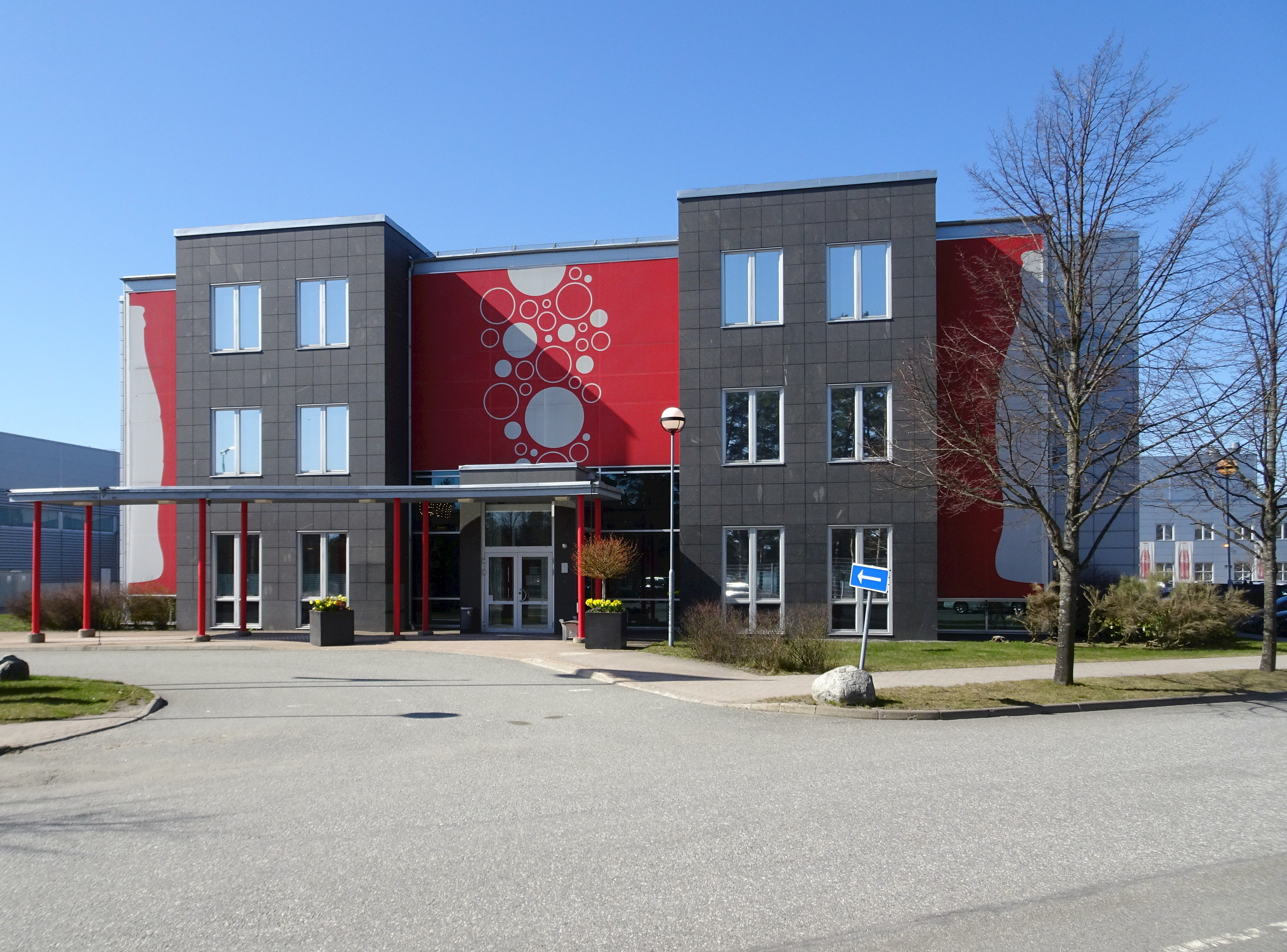
Coca-Colas huvudkontor, Dryckesvägen 2.
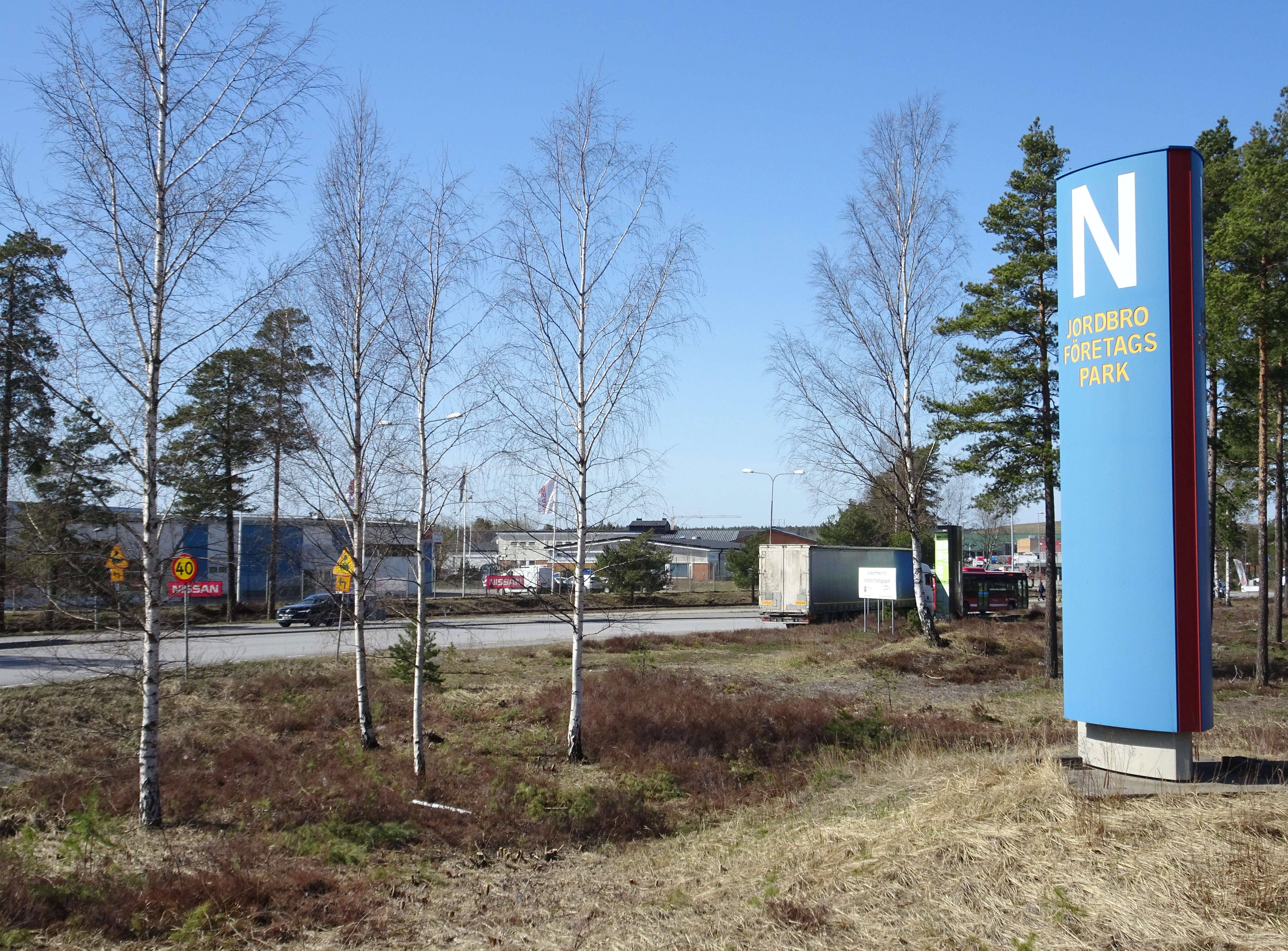
Jordbro Företagspark.